# Ilha Snow Hill

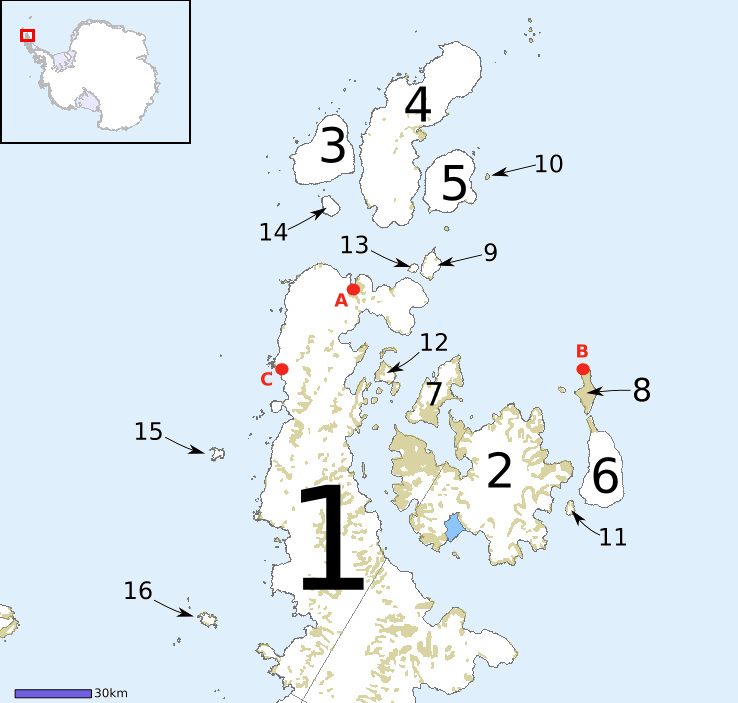
Mapa da Terra de Graham: a ilha Snow Hill é a n.º 6

A ilha Snow Hill é uma ilha coberta de neve, com 32 km de comprimento e 9,7 km de largura, situada ao largo da costa da península Antártica. Fica separada da ilha James Ross, a nordeste da enseada do Almirantado. É uma das muitas ilhas em redor da península conhecida como Terra de Graham, a qual é a que fica mais perto da América do Sul.
Foi descoberta a 6 de janeiro de 1834 por uma expedição britânica liderada por James Clark Ross que, sem saber da sua ligação com o continente, designou-a por Snow Hill por causa da neve que a cobria e que contrastava com o terreno descoberto da Ilha Seymour. A sua natureza insular foi determinado em 1902 pela Expedição Antártica Sueca, liderada por Otto Nordenskiöld, que ali os três invernos de 1901 a 1903, utilizando-a como base para explorar as ilhas vizinhas e a costa de Nordenskjold da Península Antártica.